# Chodcza (dopływ Czarnej Nidy)
Chodcza – struga, prawostronny dopływ Czarnej Nidy o długości 11,48 km i powierzchni zlewni 28,57 km².
Struga wypływa ze źródła Chodcza i przepływa m.in. przez południową część Kielc oraz Bilczę. W pobliżu miejscowości Piaseczna Górka i Bieleckie Młyny wpada do Czarnej Nidy.
W lesie otaczającym strugę znajdują się trzy groby partyzanckie z czasów drugiej wojny światowej.